# NGC 3047A
NGC 3047A is een elliptisch sterrenstelsel in het sterrenbeeld Sextant. Het hemelobject werd op 24 april 1883 ontdekt door de Amerikaanse astronoom Sherburne Wesley Burnham.

## Synoniemen
- UGC 5323
- MCG 0-25-32
- ZWG 7.59
- PGC 28572